# Hațeg
Hațeg (en húngaro: Hátszeg) es una ciudad de Rumania en el distrito de Hunedoara.

## Geografía
Se encuentra a una altitud de 318 m sobre el nivel del mar y a 365 km de la capital, Bucarest.

## Demografía
Según estimación 2012 contaba con una población de 11 445 habitantes.
| 1948 | 1956 | 1966 | 1977 | 1992   | 2002   | 2012   |
| 3210 | 3853 | 5631 | 8423 | 11 616 | 10 910 | 11 445 |

## Geología
Țara Hațegului (el área de Hațeg) es la región alrededor de la ciudad de Hațeg. Los fósiles hallados en esta área abarcan cerca de 300 millones de años de la historia geológica de la Tierra, mostrando evidencias de arrecifes de coral e islas volcánicas en el antiguo mar de Tetis, dinosaurios, mamíferos primitivos, aves y reptiles voladores (tales como Hatzegopteryx, el cual fue nombrado por al región).
La isla de Hațeg fue una isla que existió a finales del período Cretácico, en la cual habitaron especies enanas de dinosaurios como el saurópodo Magyarosaurus dacus, en donde vivieron hasta su extinción al final de la etapa del Maastrichtiense. El barón Franz Nopcsa publicó artículos acerca de estos arcosaurios del Mesozoico de la isla de Hațeg. Sus estudios llevaron a la teoría del enanismo insular, a través de la noción de que los "limitados recursos" en islas pequeñas podían llevar a que las especies nativas de vertebrados fueran reduciendo su tamaño.